# Gyaritus cinnamomeus
Gyaritus cinnamomeus är en skalbaggsart som beskrevs av Francis Polkinghorne Pascoe 1864. Gyaritus cinnamomeus ingår i släktet Gyaritus och familjen långhorningar.
Artens utbredningsområde är Sarawak. Inga underarter finns listade i Catalogue of Life.